# 잉글랜드의 여자 축구
잉글랜드의 여자 축구는 잉글랜드에서 100년 넘게 진행되어 왔으며, 경기 규칙이 성문화된 국가의 남자 축구와 공통의 역사를 공유하고 있다.
여자 축구는 원래 20세기 초에 큰 인기를 끌었지만, 남자 잉글랜드 축구 협회에서 여자 축구를 금지시킨 후 인기가 떨어졌다. 1990년대까지 여성 선수와 관중의 수가 증가하여 2005년 영국에서 UEFA 여자 유로가 개최되었다

## 같이 보기
- 잉글랜드 여자 축구 국가대표팀
- FA 여자 슈퍼리그